# National Defense Industrial Association
La National Defense Industrial Association (NDIA) è l’associazione di riferimento dell’insieme delle industrie della difesa statunitensi. Vi partecipano come soci le maggiori imprese americane produttrici di armamenti. Dal punto di vista storico, essa costituisce il vertice associativo di quel “complesso militare-industriale”, di cui argomentò il presidente Eisenhower nel suo celebre discorso alla nazione americana (1961).
Attualmente l’associazione esprime gli interessi di business e lobbying del settore militare e industriale statunitense.